# FIS-Skimuseum Damüls

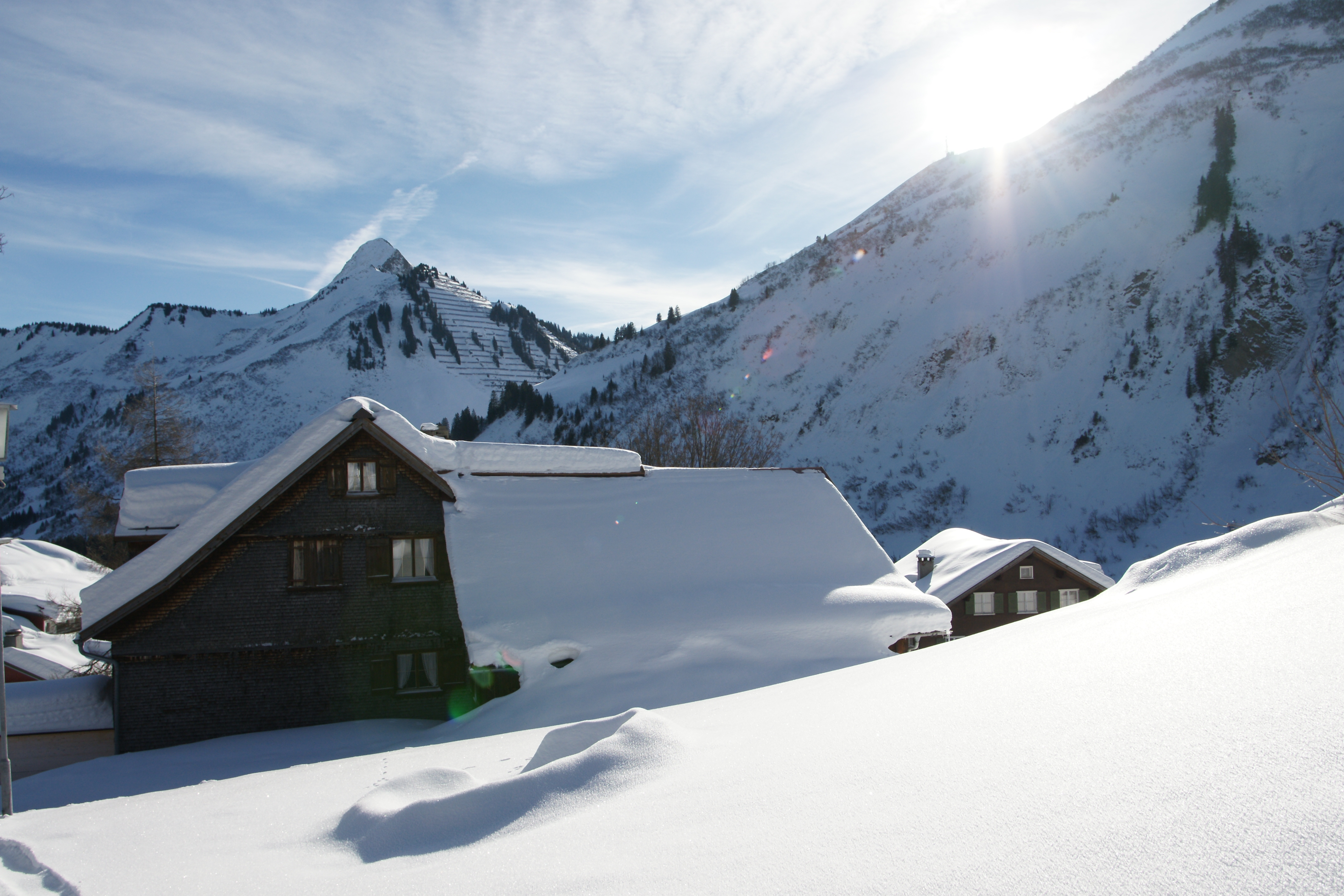
Damülser Pfarrhof (2009)

Das FIS-Skimuseum Damüls ist ein Heimat- und Skimuseum im ehemaligen Pfarrhof in der Gemeinde Damüls in Vorarlberg in Österreich. Der ehemalige Pfarrhof steht unter Denkmalschutz (Listeneintrag).

## Geschichte
Das Museum ist im Damülser Pfarrhof untergebracht, der am Hang unterhalb der Pfarrkirche Damüls hl. Nikolaus steht. Der Pfarrhof wurde 1608/1609 erbaut und erhielt sein heutiges Aussehen beim Umbau im Jahre 1882 beziehungsweise durch die Sanierung 2017. Als letzter Pfarrer wohnte der weitum bekannte Mellauer Reinhold Simma im Pfarrhof. Nachdem der Pfarrhof mehrere Jahre leer gestanden hatte, wurde das Wohngebäude und der baulich verbundene Stall auf Initiative der Gemeinde Damüls und von Christian Lingenhöle entsprechend adaptiert und nach geringfügigen Umbauten im Sommer 2013 zur 700-Jahr-Feier der Gemeinde Damüls als "Kulisse Pfarrhof" eröffnet. Der an das Pfarrhaus direkt angeschlossene Stall dient zudem seitdem als Veranstaltungsort.

## Pfarrgebäude
Der Pfarrhof in leichter Hanglage ist ein zweigeschoßiger verschindelter Blockbau mit ausgebautem Giebelgeschoß und ist baulich mit einem Stall verbunden.

## Ausstellungen
Die Dauerausstellung des Skimuseums gliedert sich in drei Abschnitte: die Anfänge des Skisports in Skandinavien und wichtige Vorarlberger Skipioniere, die Skiproduktion und die lange Rennsporttradition in Vorarlberg inklusive erfolgreicher Sportler.
Die von Christian Lingenhöle gesammelten Exponate geben einen umfassenden Einblick in die Damülser Skigeschichte. Der ehemalige Inhaber eines Sportgeschäftes und Wahl-Damülser hat zahlreiche historische und neuzeitliche Skimodelle und viele weitere Wintersport-Accessoires gesammelt.
Außerdem wird die 700-jährige Geschichte des Ortes aufgearbeitet. Damüls zählt zu jenen Orten in Vorarlberg, die im 14. Jahrhundert als erste Siedlungen von Walsern besiedelt wurden.

### Sonderausstellungen
- 2019: „Pioniergeist – wie Menschen den Tourismus präg(t)en“ (Lebensportraits von Menschen, die in den Gründerjahren des Tourismus in Damüls tätig waren)[5][6]
- 2020: „Zweite Heimat – Damülser Stammgäste erzählen“[7][8]
- 2021: „Seelsorger in den Bergen – Reinhold Simma und Damüls“ (Der aus dem Bregenzerwald stammende Reinhold Simma war der letzte Pfarrer von Damüls. Pater Simma ist vielen Menschen in Damüls und weit darüber hinaus noch in Erinnerung. Er war eine prägende Persönlichkeit des Ortes, der einige Entwicklungen, nicht zuletzt im Tourismus, beeinflusste.)[9]

## Anerkennungen
- Nachdem die Hauptausstellung im Sommer 2017 komplett neu gestaltet wurde, wurde sie vom Internationalen Skiverband (FIS) offiziell zertifiziert.[10]